# Anton Webern
Anton Friedrich Wilhelm von Webern, meglio noto come Anton Webern (Vienna, 3 dicembre 1883 – Mittersill, 15 settembre 1945), è stato un compositore austriaco.
Fu uno dei primi allievi e seguaci di Arnold Schönberg e appartenne alla cosiddetta seconda scuola di Vienna. Nel 1925 Webern adottò definitivamente la dodecafonia appena essa fu teorizzata dal suo maestro: tecnica compositiva della quale - anche per gli sviluppi tecnici che ebbero le sue idee da parte della successiva generazione di compositori - si sarebbe rivelato esponente originalissimo. La sua embrionale organizzazione dei sistemi di altezze, ritmo e dinamica divenne infatti il modello originario di una delle principali tecniche compositive della seconda metà del XX secolo, del quale si parla in generale come di serialismo integrale.

## Biografia
Webern, figlio di un ingegnere minerario originario di Salorno in provincia di Bolzano, iniziò gli studi scolastici nella città natale e li proseguì a Graz e Klagenfurt, dove a dieci anni (1893) intraprese gli studi musicali (di pianoforte e di violoncello) sotto la guida E. Komauer, un insegnante locale.
La famiglia, originaria di Salorno, in Alto Adige, era stata elevata nel 1754 al rango nobiliare. Grazie a sua madre, Anton Webern ricevette lezioni di pianoforte, in seguito Edwin Komauer gli diede lezioni private di teoria della composizione, e nel contempo Webern imparò anche a suonare il violoncello.
Dal 1902 al 1906 Webern studiò musicologia con Guido Adler all'Università di Vienna, laureandosi con una tesi sul Choralis Constantinus di Heinrich Isaac. Questo suo primo amore verso la musica del XVI secolo avrebbe molto influenzato la sua tecnica compositiva negli anni seguenti.
In seguito studiò composizione privatamente con Arnold Schönberg: la sua Passacaglia, op. 1 è il saggio di conclusione (1908) del percorso di studi musicali. L'amicizia con Alban Berg, anch'egli allievo di Schoenberg, fu fonte stimolante di creatività e radice di un sodalizio lungo e profondo.
Dopo la laurea, Webern svolse il ruolo di direttore d'orchestra ad Ischl, Teplice, Danzica, Stettino e Praga prima di tornare a Vienna, dove collaborò alla Società per le Esecuzioni Musicali Private di Schoenberg, e diresse l'Orchestra Sinfonica dei Lavoratori di Vienna dal 1922 al 1934.
Nel 1915 Webern, che nel 1911 aveva sposato la cugina Wilhelmine Mortel, dalla quale avrà un figlio e tre figlie, fu richiamato alle armi, ma venne congedato poco dopo per problemi alla vista.
Stabilitosi in solitudine a Mödling e poi a Maria Enzersdorf (Vienna), dopo la morte del padre (1919) si trovò in serie difficoltà economiche. Insegnò composizione ad allievi privati e diresse qualche concerto, collaborando pure attivamente con Schönberg e Berg all'"Associazione per esecuzioni musicali private".
Negli anni successivi Webern lavorò di nuovo - ma svogliatamente - come maestro di cappella a Bad Ischl, Teplitz, Danzica, Stettino e Praga, prima di ritornare ancora una volta a Vienna nel 1920.
Dopo la guerra Webern fu direttore del Wiener Schubertbundes (fino al 1922), dei Wiener Arbeiter-Sinfoniekonzerte ed anche direttore del coro del Wiener Arbeiter-Singvereins. Nel 1927 divenne direttore stabile della radio di Vienna. Nel 1924 e nel 1932 vinse il "Premio musicale della città di Vienna". Diede concerti in Svizzera, Inghilterra, Spagna e Germania. Nonostante le sue eccellenti qualità di compositore ed esecutore, non fu mai chiamato all'Università di Vienna.
La musica di Webern fu definita "bolscevismo culturale" e "arte degenerata" (entartete Kunst) dal Partito Nazista (che in Germania aveva preso il potere nel 1933 e nel 1938 lo estenderà all'Austria con l'Anschluss). Da allora in avanti Webern ebbe serie difficoltà: per guadagnarsi da vivere, cominciò a lavorare come correttore di bozze per il suo editore, l'Universal Edition di Vienna. 
Nel 1945 Webern decise di lasciare Vienna e si recò a Mittersill nel Salisburghese, per mettersi in salvo dall'Armata Rossa. Il 15 settembre tuttavia, durante l'occupazione alleata dell'Austria, venne ucciso per errore da un soldato americano in seguito all'arresto del suo genero per attività di mercato nero.

## La musica
L'apprendistato con Schoenberg, che durò fino al 1908, fu determinante per la maturazione di Webern. Nei Cinque pezzi op. 5 mostra di aver già spinto l'esperienza espressionistica del maestro all'astrattismo aforistico, con un notevole anticipo su Schoenberg. Altrettanto vale per i Sei pezzi op. 6 dove l'idea schoenberghiana della "melodia di timbri" è già radicalizzata.
Nonostante lo scherno e l'indifferenza con cui furono accolte le sue composizioni, egli proseguì con fede lungo la strada intrapresa. Il musicista compose la sua prima opera dodecafonica con i Drei Geistliche Volkslieder op. 17, dove mostra di realizzare in senso ancor più rigoroso il metodo dodecafonico del maestro; e si potrà poi dire che, mentre Berg mira ad integrare la dodecafonia recuperando il passato, Webern, al contrario, spinge alle estreme conseguenze le nuove conquiste sonore di Schönberg sino ai limiti dell'inesprimibile.
(Igor' Fëdorovič Stravinskij)
Webern non fu un compositore prolifico; solo 31 delle sue opere furono pubblicate durante la sua vita, e quando Pierre Boulez creò un progetto per registrare tutte le sue composizioni, includendo quelle senza numero d'opus, il risultato occupò solo sei CD. Tuttavia, la sua influenza sui compositori delle generazioni successive, e in particolare sulle avanguardie postbelliche, fu immensa. I lavori della maturità mostrano una chiarezza e un rigore poetico e musicale che esercitarono un potente influsso, tra gli altri, su Pierre Boulez, Karlheinz Stockhausen, Bruno Maderna e Luigi Nono.
Lo stile della musica di Webern è cambiato nel tempo. Sua caratteristica sono le trame sonore filiformi in cui ogni nota assume un peso determinante; timbri scelti con rara sensibilità; uso di tecniche strumentali particolari (frullato, col legno, e simili); utilizzo sistematico di intervalli melodici molto ampi (frequenti sono settime maggiori e none minori); la brevità, come nelle Sei Bagatelle op. 9 per quartetto d'archi (1913), che durano circa tre minuti in tutto.
I primissimi lavori di Webern, ancora in stile tardo-romantico, non vennero né pubblicati né eseguiti durante tutta la vita dell'artista. Tra questi, il poema sinfonico Im Sommerwind (Nel vento estivo), del 1904 e il Langsamer Satz (Movimento lento) per quartetto d'archi, del 1905.
La Passacaglia per orchestra (1908), come detto, segna la conclusione del periodo di apprendistato con Schönberg. Sotto l'aspetto armonico, l'opera schiude un mondo nuovo, dagli orizzonti tonali molto larghi e dall'orchestrazione innovativa (anche e soprattutto dal punto di vista dinamico: suono essenziale, già lontano dalle sontuosità ottocentesche). Tuttavia, la Passacaglia ha solo un vago legame con i lavori weberniani più maturi e oggi più noti. Un elemento tipico dell'opera è la sua stessa forma: la passacaglia è una forma che risale al XVII secolo, e una caratteristica distintiva dei lavori seguenti di Webern fu l'uso di tecniche compositive tradizionali come il canone, la Sinfonia, il trio d'archi e le variazioni pianistiche, inserite in un linguaggio più moderno e armonico. La serialità della Passacaglia op.1 non è ingabbiata nel suo schema ma si trova insieme a influenze mahleriane molto evidenti in un'orchestrazione che tende a svilupparsi come una "tastiera timbrica orchestrale"; l'ostinato viene sommerso per riprendere verso la diciannovesima variazione, a conferma di una percezione della struttura più nitida e meno matematica rispetto a Schoenberg.
Per molti anni, Webern scrisse pezzi liberamente atonali, molto simili ai primi lavori atonali di Schoenberg. I Drei Geistliche Volkslieder (Tre canti popolari spirituali, 1925) furono il suo primo lavoro basato sulla "tecnica dei dodici suoni" codificata da Schoenberg; Webern la usò ed approfondì in tutti i suoi lavori seguenti. Il Trio d'archi (1927) fu il primo lavoro puramente strumentale con questa tecnica (le altre opere erano canzoni), che inoltre veniva per la prima volta utilizzata nell'ambito di una forma musicale tradizionale.
Le serie ideate da Webern sono spesso strutturate in modo intricato e le altezze sono raggruppate in cellule, ad esempio, quattro gruppi di tre, che sono variazioni l'uno dell'altro (per esempio, il secondo gruppo di quattro è il retrogrado trasposto del primo, o l'inverso del terzo), instaurando forti interrelazioni e invarianze, e favorendo l'economia di mezzi compositivi. Queste accortezze conferiscono ai lavori di Webern una grande unità "tematica": talvolta l'elaborazione consiste nel distribuire la melopea attraverso le diverse voci strumentali.
Le ultime opere di Webern indicano uno sviluppo dello stile in senso radicale. Le due Cantate op. 29 e op. 31, per esempio, fanno uso di un ensemble e non di un'orchestra tradizionalmente intesa, durano più dei lavori precedenti (pur essendo sempre molto concentrate e raccolte: la Cantata n. 1 circa nove minuti; la n. 2 circa sedici) e sono connotate da un contrappunto più denso, pur usando serie più semplici, prive delle organizzazioni modulari interne tipiche dei suoi lavori intermedi.
L'improvvisa morte di Webern, avvenuta dopo il completamento della Cantata n. 2, rende impossibile sapere dove questa nuova evoluzione avrebbe potuto condurlo: questo interrogativo venne raccolto dalla Scuola di Darmstadt, i cui esponenti (in primis Boulez e Stockhausen) avrebbero radicalizzato la sua poetica, mettendo in atto il cosiddetto serialismo integrale, o strutturalismo musicale.
Webern non fu l'adepto completamente acritico di Schönberg che molti osservatori distratti hanno pensato. Schönberg stesso notò una volta che Webern, benché spesso deviasse dal tracciato del suo maestro, vi tornava sempre in una sorta di "oscillazione di ritorno". Così, in un primo tempo, Webern guardò alla dodecafonia con scetticismo, convinto di dover seguire il proprio intuito e non un'idea o teoria astratta.
Anton Webern diede una propria personale rilettura della dodecafonia, basandosi su strutture spoglie, brevi, e su improvvisi salti melodici e prescrizioni esecutive esatte fino alla pignoleria.

## Opere

### Composizioni con numero d'opera
Le composizioni con numero d'opera sono le sole che, oltre ad alcuni lavori pubblicati postumi, Webern ritenne degne di essere pubblicate. Queste costituiscono il corpo principale del suo catalogo sebbene qualche composizione giovanile o matura senza numero d'opus venga correntemente eseguita: fra queste, si ricordano il poema sinfonico In Sommerwind, il Langsamer Satz per quartetto d'archi e un movimento di quintetto con pianoforte.
- Passacaglia per grande orchestra, op. 1 (1908)
- "Entflieht auf Leichten Kähnen"  per coro a cappella su testo di Stefan George, op. 2 (1908)
- Cinque Lieder su Der Siebente Ring per voce e pianoforte, op. 3 (1907-08)
- Cinque Lieder da Stefan George per voce e pianoforte, op. 4 (1908-09)
- Cinque movimenti per quartetto d'archi, op. 5 (1909 - anche in versione per orchestra d'archi)
- Sei pezzi per grande orchestra, op. 6 (1909-10, revisione 1928)
- Quattro pezzi per violino e pianoforte, op. 7 (1910)
- Due Lieder su testi di Rainer Maria Rilke per voce e pianoforte, op. 8 (1910)
- Sei bagatelle per quartetto d'archi, op. 9 (1913)
- Cinque pezzi per orchestra, op. 10 (1911-13)
- Tre piccoli pezzi per violoncello e pianoforte, op. 11, (1914)
- Quattro Lieder per voce e pianoforte, op. 12 (1915-17)
- Quattro Lieder per voce e orchestra, op. 13 (1914-18)
- Sei Lieder su testi di Georg Trakl per voce, clarinetto, clarinetto basso, violino e violoncello, op. 14 (1917-21)
- Cinque canti sacri, per voce e strumenti, op. 15 (1917-22)
- Cinque canoni su testi latini, per soprano, clarinetto e clarinetto basso, op. 16 (1923-24)
- Drei Geistliche Volkslieder per voce, violino (anche viola), clarinetto e clarinetto basso, op. 17 (1924)
- Tre Lieder per voce clarinetto in mi bem. e chitarra, op. 18 (1925)
- Due Lieder per coro misto, celesta, chitarra, violino, clarinetto e clarinetto basso, op. 19 (1926)
- Trio per archi, op. 20 (1927)
- Sinfonia per orchestra da camera, op. 21 (1928)
- Quartetto per violino, clarinetto, sassofono tenore e pianoforte, op. 22 (1930)
- Tre Lieder su Viae inviae di Hildegard Jone, per voce e pianoforte, op. 23 (1934)
- Concerto per flauto, oboe, clarinetto, corno, tromba, violino, viola e pianoforte, op. 24 (1934)
- Tre Lieder su testi di Hildegard Jone per voce e pianoforte, op. 25 (1934-35)
- Das Augenlicht, per coro misto e orchestra, su testo di Hildegard Jone, op. 26 (1935)
- Variazioni per pianoforte, op. 27 (1936)
- Quartetto d'archi, op. 28 (1937-38)
- Cantata n. 1 per soprano, coro misto e orchestra, op. 29 (1938-39)
- Variazioni per orchestra, op. 30 (1940)
- Cantata n. 2 per soprano, basso, coro e orchestra, op. 31 (1941-43)

### Trascrizioni
- Danze tedesche di Franz Schubert, per orchestra (1934)
- Ricercare a 6 dall'Offerta musicale di Johann Sebastian Bach, per orchestra (1934)
- Schatzwalzer (dall'operetta Der Zigeunerbaron di Johann Strauss (figlio)), per pianoforte, harmonium e quartetto d'archi

## Scritti
- Anton Webern, Verso la nuova musica, Milano, Bompiani, 1963; nuova ed. Il cammino verso la nuova musica, SE Ed., 2006, ISBN 978-88-7710-668-1